# Tizanidina
La tizanidina es un fármaco agonista α 2 adrenérgico. Se prescribe en el tratamiento a corto plazo de la espasticidad muscular. Los efectos son mayores en las vías polisinápticas, el efecto general es reducir la facilitación de las neuronas motoras de la médula espinal. 
Se indica en el tratamiento de los espasmos en pacientes con esclerosis múltiple o eventos isquémicos cerebrovasculares. También, puede ser efectiva en pacientes con esclerosis lateral amiotrófica.

## Farmacocinética

### Vías de administración
La tizanidina está disponible en forma de tableta o cápsula para administrarse por vía oral. Idealmente se administra un tiempo prolongado antes de consumir alimentos para mejorar la biodisponibilidad que se ve afectada por estos.

#### Presentaciones
- Cápsulas
  - Mialgilox: 2 mg
  - Zanaflex: 2 mg, 4 mg, 6 mg
  - Genérico: 2 mg, 4 mg, 6 mg

- Tabletas
  - Impoflex: 4 mg
  - Zanaflex: 4 mg
  - Genérico: 2 mg, 4mg

### Otros sistemas de administración
Se están desarrollando nuevos sistemas de administración para mejorar la baja biodisponibilidad oral debido al metabolismo del primer paso:
- Parches bucales: estudios in vivo revelaron que los parches bucales a base de acetato de quitosano tenían aproximadamente 3 veces más biodisponibilidad que el producto comercial administrado por vía oral, y dicho parche podría ser una alternativa a la tizanidina oral para reducir la dosis y la frecuencia de dosificación.
- Sistema de administración transdérmica: la administración transdérmica mediada por Derma Roller de invasomas cargados de tizanidina puede ser una estrategia prometedora para aumentar la biodisponibilidad de tizanidina para el tratamiento del espasmo del músculo esquelético.
- Aerosol nasal: la administración intranasal podría evitar la circulación portal, mejorar la biodisponibilidad, reducir la absorción del fármaco y acortar el tiempo de inicio de la tizanidina, la formulación intranasal exhibió características farmacocinéticas lineales y alcanzó la CmaX en casi la mitad del tiempo.
- Sistema de administración rectal:  podría lograr un doble propósito de liberación prolongada y mayor biodisponibilidad, lo cual se considera como un sistema prometedor de administración de fármacos para el tratamiento de la espasticidad. [2]

### Absorción
La tizanidina se absorbe en el tracto gastrointestinal y el pico de concentración plasmática ocurre de 1 a 2 horas después de la dosis oral.
La biodisponibilidad oral es del 20% al 34%.

### Distribución
La tizanidina tiene una distribución tisular; el volumen de distribución es 2,4 L/kg. La unión a proteínas plasmáticas es aproximadamente del 30%.
Alcanza la concentración en estado estacionario dentro de las 24 a 48 horas posteriores a la administración.

### Metabolismo
Aproximadamente el 95% de la dosis ingerida de tizanidina se metaboliza por la CYP1A2.

### Excreción
La tizanidina tiene una vida media de eliminación de 2,5 horas, sigue una farmacocinética lineal y se excreta en un 60% por vía urinaria y un 20% por las heces. 

## Farmacodinámica

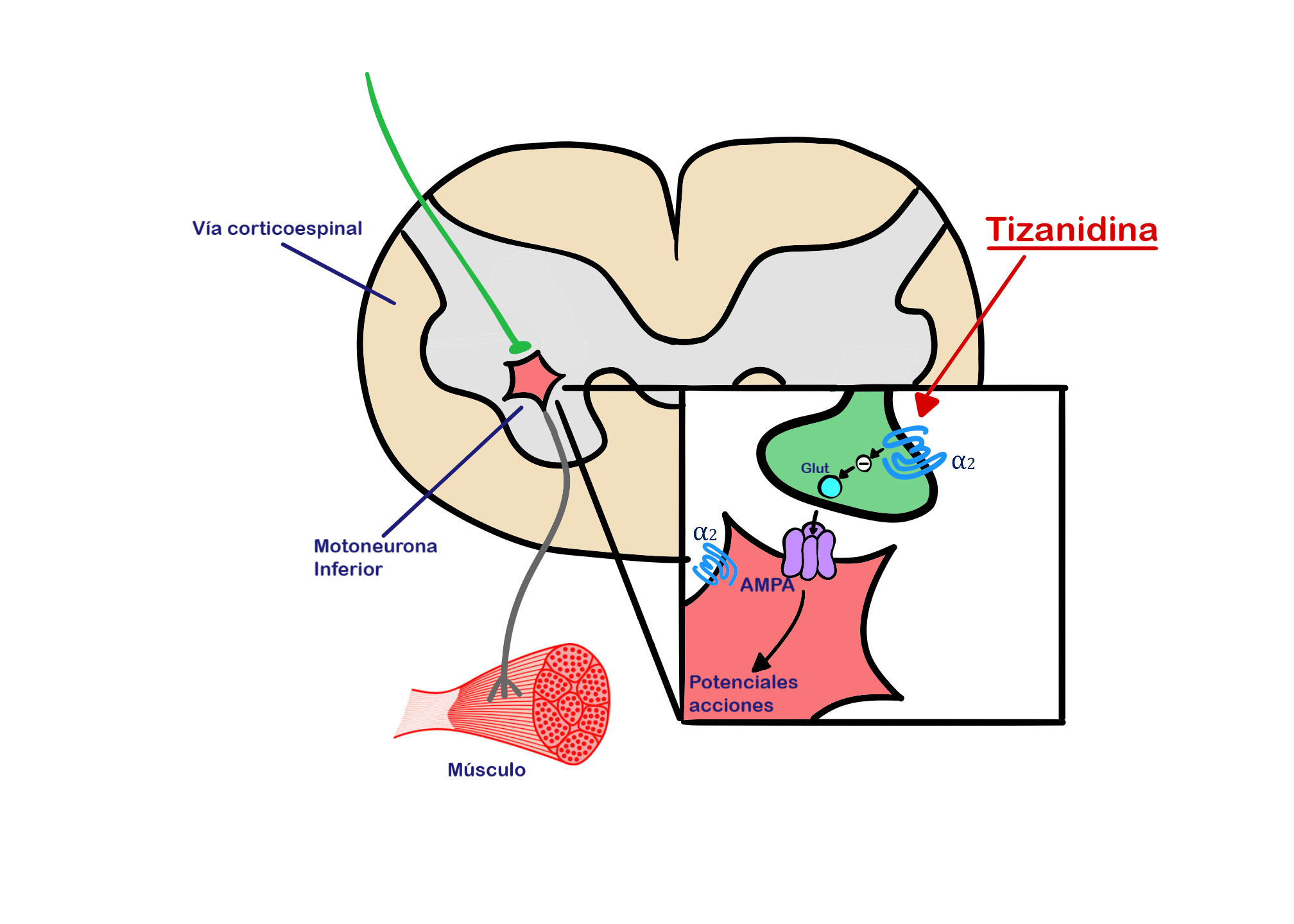
La tizanidina es un fármaco agonista competitivo del receptor adrenérgico α _{2} presináptico.

### Mecanismo de acción
Es un agonista competitivo del receptor adrenérgico α 2 presináptico. La estimulación de este receptor presináptico disminuye la liberación de noradrenalina. Por consiguiente disminuye el tono simpático y transmisión noradrenérgica en corteza cerebral. 
La tizanidina reduce la espasticidad al inhibir las neuronas motoras presinápticas mediante acciones agonistas en los sitios del receptor adrenérgico α 2 que conduce a una reducción en la liberación de aminoácidos excitatorios como el glutamato y el aspartato.  Se ha demostrado que el efecto más fuerte se produce en las vías polisinápticas espinales. 
También se une con menor afinidad a los receptores α 1, lo que explica su efecto leve y temporal sobre el sistema cardiovascular.

### Interacciones
| Fármacos que interaccionan con tizanidina | |
| Fármaco | Resultado de la interacción |
| Alcohol (Etílico) | Los depresores del SNC pueden mejorar el efecto depresor del alcohol (etílico) sobre el SNC. Riesgo C: monitorizar la terapia |
| Alfuzosina | Puede potenciar el efecto hipotensor de los agentes reductores de la presión arterial. Riesgo C: monitorizar la terapia |
| Alizaprida, Bromoprida, Cannabidiol, Cannabis, Dimetindeno (tópico), Dronabinol, Esketamina, Hidroxizina, Lofexidina, Sulfato de magnesio, Minociclina, Nabilona, Piribedil, Pramipexol, Ropinirole, Rotigotina, Tetrahidrocannabinol, Trimeprazina                                            | Puede mejorar el efecto depresor del SNC de los depresores del SNC. Riesgo C: monitorizar la terapia |
| Amifostina | Los agentes reductores de la presión arterial pueden potenciar el efecto hipotensor de la amifostina. Manejo: Cuando se usa amifostina en dosis de quimioterapia, se deben suspender los medicamentos para reducir la presión arterial durante 24 horas antes de la administración de amifostina. Si no se puede suspender el tratamiento para reducir la presión arterial, no se debe administrar amifostina. Riesgo D: considerar la modificación de la terapia |
| Amiodarona | Puede aumentar la concentración sérica de tizanidina. Riesgo C: monitorizar la terapia |
| Inhibidores de la enzima convertidora de angiotensina | La tizanidina puede potenciar el efecto hipotensor de los inhibidores de la enzima convertidora de angiotensina. Riesgo C: monitorizar la terapia |
| Agentes antipsicóticos (segunda generación [atípicos)] | Los agentes reductores de la presión arterial pueden mejorar el efecto hipotensor de los agentes antipsicóticos (segunda generación [atípicos]). Riesgo C: monitorizar la terapia |
| Azelastina (nasal) | Los depresores del SNC pueden mejorar el efecto depresor del SNC de la azelastina (nasal). Riesgo X: evitar la combinación |
| Barbitúricos | Pueden potenciar el efecto hipotensor de los agentes reductores de la presión arterial. Riesgo C: monitorizar la terapia |
| Benperidol | Puede potenciar el efecto hipotensor de los agentes reductores de la presión arterial. Riesgo C: monitorizar la terapia |
| Betabloqueadores | Los agonistas alfa2 pueden mejorar el efecto de bloqueo AV de los betabloqueantes. También puede intensificarse la disfunción del nódulo sinusal. Los betabloqueadores pueden potenciar el efecto hipertensivo de rebote de los agonistas alfa2. Este efecto puede ocurrir cuando se retira abruptamente el agonista alfa2. Manejo: Controle de cerca la frecuencia cardíaca durante el tratamiento con un bloqueador beta y clonidina. Cuando sea posible, retire los betabloqueadores varios días antes de la retirada de clonidina y controle estrechamente la presión arterial. No hay recomendaciones disponibles para otros agonistas alfa2. Excepciones: levobunolol; Metipranolol. Riesgo D: considerar la modificación de la terapia |
| Blonanserina | Los depresores del SNC pueden potenciar el efecto depresor del SNC de la blonanserina. Riesgo D: considerar la modificación de la terapia |
| Agentes reductores de la presión arterial | Pueden mejorar el efecto hipotensor de los agentes asociados a la hipotensión. Riesgo C: monitorizar la terapia |
| Agentes causantes de bradicardia, terlipresina, Ivabradina, Tofacitinib | Puede mejorar el efecto bradicárdico de otros agentes causantes de bradicardia. Riesgo C: monitorizar la terapia |
| Brexanolona | Los depresores del SNC pueden mejorar el efecto depresor del SNC de la brexanolona. Riesgo C: monitorizar la terapia |
| Brimonidina (tópica) | Puede mejorar el efecto depresor del SNC de los depresores del SNC y el efecto hipotensor de los agentes reductores de la presión arterial. Riesgo C: monitorizar la terapia |
| Brócoli | Puede disminuir la concentración sérica de Sustratos CYP1A2 (Alto riesgo con Inductores). Riesgo C: monitorizar la terapia |
| Bromperidol | Puede disminuir el efecto hipotensor de los agentes reductores de la presión arterial. Los agentes reductores de la presión arterial pueden potenciar el efecto hipotensor del bromperidol y puede mejorar el efecto depresor del SNC de los depresores del SNC. Riesgo X: evitar la combinación |
| Buprenorfina | Los depresores del SNC pueden mejorar el efecto depresor del SNC de la buprenorfina. Manejo: Considere dosis reducidas de otros depresores del SNC y evite dichos medicamentos en pacientes con alto riesgo de uso excesivo o autoinyección de buprenorfina. Iniciar buprenorfina en dosis más bajas en pacientes que ya reciben depresores del SNC. Riesgo D: considerar la modificación de la terapia |
| Cannabis | Puede disminuir la concentración sérica de sustratos CYP1A2 (Alto riesgo con Inductores). Riesgo C: monitorizar la terapia |
| Ceritinib | Los agentes causantes de bradicardia pueden potenciar el efecto bradicárdico de Ceritinib. Manejo: si no se puede evitar esta combinación, controle a los pacientes para detectar evidencia de bradicardia sintomática y controle de cerca la presión arterial y la frecuencia cardíaca durante el tratamiento. Las excepciones se analizan en monografías separadas. Riesgo D: considerar la modificación de la terapia |
| Clormetiazol | Puede mejorar el efecto depresor del SNC de los depresores del SNC. Manejo: Monitoree de cerca para detectar evidencia de depresión excesiva del SNC. El etiquetado del clormetiazol establece que se debe usar una dosis adecuadamente reducida si se debe usar dicha combinación. Riesgo D: considerar la modificación de la terapia |
| Carbamato de clorfenesina | Puede potenciar el efecto adverso/tóxico de los depresores del SNC. Riesgo C: monitorizar la terapia |
| Ciprofloxacina (sistémica) | Puede aumentar la concentración sérica de TiZANidina. Riesgo X: evitar la combinación |
| Depresores del SNC | Puede potenciar el efecto adverso/tóxico de otros depresores del SNC. Riesgo C: monitorizar la terapia |
| Inductores de CYP1A2 (moderados) | Pueden disminuir la concentración sérica de Tizanidina. Riesgo C: monitorizar la terapia |
| Inhibidores de CYP1A2 (moderados) | Pueden aumentar la concentración sérica de Tizanidina. Manejo: Si no se puede evitar el uso combinado, iniciar tizanidina en adultos con 2 mg y aumentar en incrementos de 2 a 4 mg según la respuesta del paciente. Vigile el aumento de los efectos de la tizanidina, incluidas las reacciones adversas. Excepciones: Ciprofloxacina (Sistémica). Riesgo D: considerar la modificación de la terapia |
| Inhibidores de CYP1A2 (fuertes) | Pueden aumentar la concentración sérica de Tizanidina. Riesgo X: evitar la combinación |
| Inhibidores de CYP1A2 (débiles) | Pueden aumentar la concentración sérica de Tizanidina. Manejo: Evite estas combinaciones cuando sea posible. Si es necesario el uso combinado, inicie tizanidina con una dosis para adultos de 2 mg y aumente en incrementos de 2 a 4 mg según la respuesta del paciente. Vigile el aumento de los efectos de la tizanidina, incluidas las reacciones adversas. Riesgo D: considerar la modificación de la terapia |
| Diazóxido | Puede potenciar el efecto hipotensor de los agentes reductores de la presión arterial. Riesgo C: monitorizar la terapia |
| Doxilamina | Puede mejorar el efecto depresor del SNC de los depresores del SNC. Manejo: El fabricante de Diclegis (doxilamina/piridoxina), destinado para uso durante el embarazo, afirma específicamente que no se recomienda su uso con otros depresores del SNC. Riesgo C: monitorizar la terapia |
| Droperidol | Puede mejorar el efecto depresor del SNC de los depresores del SNC. Manejo: Considere reducciones de dosis de droperidol o de otros agentes del SNC (p. ej., opioides, barbitúricos) con el uso concomitante. Las excepciones a esta monografía se analizan con más detalle en monografías separadas sobre interacciones medicamentosas. Riesgo D: considerar la modificación de la terapia |
| Duloxetina: | Los agentes reductores de la presión arterial pueden potenciar el efecto hipotensor de la Duloxetina. Riesgo C: monitorizar la terapia |
| Fexinidazol [INT] | Los agentes causantes de bradicardia pueden potenciar el efecto arritmogénico del fexinidazol [INT]. Riesgo X: evitar la combinación |
| Flunitrazepam | Los depresores del SNC pueden potenciar el efecto depresor del SNC del flunitrazepam. Riesgo D: considerar la modificación de la terapia |
| Hierbas (propiedades hipotensoras), Agentes asociados a la hipotensión, productos que contienen Levodopa, Lormetazepam, Molsidomina, Naftopidil, Nicergolina, Nicorandil, Nitroprusiato, Pentoxifilina, Folcodina, Inhibidores de la fosfodiesterasa 5, Análogos de prostaciclina, Quinagolida | Pueden mejorar el efecto hipotensor de los agentes reductores de la presión arterial. Riesgo C: monitorizar la terapia |
| Kava Kava | Puede potenciar el efecto adverso/tóxico de los depresores del SNC. Riesgo C: monitorizar la terapia |
| Lacosamida | Los agentes causantes de bradicardia pueden mejorar el efecto bloqueador AV de la lacosamida. Riesgo C: monitorizar la terapia |
| Lemborexant | Puede mejorar el efecto depresor del SNC de los depresores del SNC. Manejo: Pueden ser necesarios ajustes de dosis de lemborexant y de depresores concomitantes del SNC cuando se administran juntos debido a los efectos depresores del SNC potencialmente aditivos. Es necesaria una estrecha vigilancia de los efectos depresores del SNC. Riesgo D: considerar la modificación de la terapia |
| Lisinopril | La Tizanidina puede potenciar el efecto hipotensor de Lisinopril. Riesgo C: monitorizar la terapia |
| Metotrimeprazina | Los depresores del SNC pueden potenciar el efecto depresor del SNC de la metotrimeprazina. La metotrimeprazina puede potenciar el efecto depresor del SNC de los depresores del SNC. Manejo: Reducir la dosis en adultos de agentes depresores del SNC en un 50% iniciando el tratamiento concomitante con metotrimeprazina. Se deben iniciar ajustes adicionales de la dosis de depresores del SNC sólo después de que se establezca la dosis clínicamente eficaz de metotrimeprazina. Riesgo D: considerar la modificación de la terapia |
| Metirosina | Los depresores del SNC pueden mejorar el efecto sedante de Metirosina. Riesgo C: monitorizar la terapia |
| Midodrina | Puede mejorar el efecto bradicárdico de los agentes causantes de bradicardia. Riesgo C: monitorizar la terapia |
| Mirtazapina | Puede disminuir el efecto antihipertensivo de los agonistas alfa2. Gestión: Considere evitar el uso simultáneo. Si no se puede evitar la combinación, controle la disminución de los efectos de los agonistas alfa2 si se inicia o se aumenta la dosis de mirtazapina, o el aumento de los efectos si se suspende o se reduce la dosis de mirtazapina. Riesgo D: considerar la modificación de la terapia |
| Obinutuzumab | Puede mejorar el efecto hipotensor de los agentes reductores de la presión arterial. Manejo: Considere suspender temporalmente los medicamentos para bajar la presión arterial comenzando 12 horas antes de la infusión de obinutuzumab y continuando hasta 1 hora después del final de la infusión. Riesgo D: considerar la modificación de la terapia |
| Agonistas opioides | Los depresores del SNC pueden mejorar el efecto depresor del SNC de los agonistas opioides. Manejo: Evite el uso concomitante de agonistas opioides y benzodiazepinas u otros depresores del SNC cuando sea posible. Estos agentes sólo deben combinarse si las opciones de tratamiento alternativas son inadecuadas. Si se combinan, límite las dosis y la duración de cada medicamento. Riesgo D: considerar la modificación de la terapia |
| Orfenadrina, Oxomemazina, Paraldehído | Puede mejorar el efecto depresor del SNC de los depresores del SNC. Riesgo X: evitar la combinación |
| Oxicodona | Los depresores del SNC pueden mejorar el efecto depresor del SNC de Oxicodona. Manejo: Evite el uso concomitante de oxicodona y benzodiazepinas u otros depresores del SNC cuando sea posible. Estos agentes sólo deben combinarse si las opciones de tratamiento alternativas son inadecuadas. Si se combinan, límite las dosis y la duración de cada medicamento. Riesgo D: considerar la modificación de la terapia |
| Perampanel | Puede mejorar el efecto depresor del SNC de los depresores del SNC. Manejo: Los pacientes que toman perampanel con cualquier otro medicamento que tenga actividades depresoras del SNC deben evitar actividades complejas y de alto riesgo, particularmente aquellas como conducir que requieren estado de alerta y coordinación, hasta que tengan experiencia en el uso de la combinación. Riesgo D: considerar la modificación de la terapia |
| Rufinamida | Puede potenciar el efecto adverso/tóxico de los depresores del SNC. Específicamente, pueden aumentar la somnolencia y los mareos. Riesgo C: monitorizar la terapia |
| Ruxolitinib | Puede mejorar el efecto bradicárdico de los agentes causantes de bradicardia. Manejo: El etiquetado del producto canadiense de ruxolitinib recomienda evitar el uso con agentes que causan bradicardia en la medida de lo posible. Riesgo C: monitorizar la terapia |
| Inhibidores selectivos de la recaptación de serotonina | Los depresores del SNC pueden potenciar el efecto adverso/tóxico de los inhibidores selectivos de la recaptación de serotonina. En concreto, puede aumentar el riesgo de deterioro psicomotor. Riesgo C: monitorizar la terapia |
| Inhibidores de la recaptación de serotonina/norepinefrina | Pueden disminuir el efecto antihipertensivo de los agonistas alfa2. Riesgo C: monitorizar la terapia |
| Siponimod | Los agentes causantes de bradicardia pueden potenciar el efecto bradicárdico de Siponimod. Manejo: Evite la coadministración de siponimod con medicamentos que puedan causar bradicardia. Riesgo D: considerar la modificación de la terapia |
| Oxibato de sodio | Puede mejorar el efecto depresor del SNC de los depresores del SNC. Manejo: Considere alternativas al uso combinado. Cuando sea necesario el uso combinado, considere minimizar las dosis de uno o más medicamentos. El uso de oxibato de sodio con alcohol o hipnóticos sedantes está contraindicado. Riesgo D: considerar la modificación de la terapia |
| Suvorexant | Los depresores del SNC pueden potenciar el efecto depresor del SNC de Suvorexant. Manejo: Puede ser necesaria una reducción de la dosis de suvorexant y/o cualquier otro depresor del SNC. No se recomienda el uso de suvorexant con alcohol y no se recomienda el uso de suvorexant con cualquier otro medicamento para tratar el insomnio. Riesgo D: considerar la modificación de la terapia |
| Talidomida | Los depresores del SNC pueden mejorar el efecto depresor del SNC de la talidomida. Riesgo X: evitar la combinación |
| Tabaco | Puede disminuir la concentración sérica de Tizanidina. Riesgo C: monitorizar la terapia |
| Antidepresivos tricíclicos | Pueden disminuir el efecto antihipertensivo de los agonistas alfa2. Gestión: Considere evitar esta combinación. Si se usa, controle la disminución de los efectos del agonista alfa2. Tenga mucha precaución al suspender un agonista alfa2 en un paciente que recibe ATC. Riesgo D: considerar la modificación de la terapia |
| Zolpidem | Los depresores del SNC pueden potenciar el efecto depresor del SNC del zolpidem. Manejo: Reduzca la dosis de zolpidem sublingual de marca Intermezzo para adultos a 1,75 mg para hombres que también estén recibiendo otros depresores del SNC. No se recomienda este tipo de cambio de dosis para las mujeres. Evite el uso con otros depresores del SNC antes de acostarse; Evite el uso con alcohol. Riesgo D: considerar la modificación de la terapia |

### Interacciones alimentarias
Las formas farmacéuticas en tabletas y cápsulas no son bioequivalentes cuando se administran con alimentos, estos aumentan el tiempo, la concentración máxima y el grado de absorción tanto de la tableta como de la cápsula. 
Sin embargo, las concentraciones máximas de tizanidina alcanzadas cuando se administra con alimentos aumentaron un 30% para la tableta, pero disminuyeron un 20% para la cápsula. En condiciones de alimentación, la cápsula tiene aproximadamente un 80% de biodisponibilidad en relación con la tableta. 

## Uso clínico
La tizanidina está indicado para la espasticidad muscular, lesión cerebral adquirida o lesión de la médula espinal. También se ha demostrado que es clínicamente eficaz en el tratamiento de pacientes que sufren neuralgia crónica del cuello y lumbosacra con un componente miofascial en su dolor y síndromes de dolor musculoesquelético regional. También se prescribe fuera de indicación para migrañas, insomnio. La tizanidina también se puede aplicar como parte de un régimen de terapia de desintoxicación en pacientes que presentan dolores de cabeza por rebote de analgésicos para ayudar con la abstinencia de analgésicos.

### Indicación
- Lesiones y delirios: se realizó un estudio de cohorte retrospectivo con adultos mayores con dolor musculoesquelético, el cual iniciaron tratamiento con baclofeno (N:12.101) o tizanidina (N:6027) lo cual demostró que el baclofeno tenía un riesgo significativamente mayor en sufrir lesiones y delirios en comparación con la tizanidina.
- Encefalopatía: en un estudio de cohorte que incluyó 16.192 nuevos usuarios de baclofeno y 9.782 nuevos usuarios de tizanidina, se encontró que el baclofeno oral estaba asociado con mayor riesgo de encefalopatías a los 30 días en comparación con la tizanidina.
- Caída y fractura: un estudio de cohorte en adultos mayores mostró que el riesgo de caída asociado con baclofeno (N: 2205) era comparable al de la ciclobenzaprina (N:9708), pero mayor que el de la tizanidina (N:1103).
- Enfermedad de Alzheimer: un estudio de casos y controles anidados confirmó que el uso de relajantes de músculo esquelético se asociaba con riesgo de enfermedad de Alzheimer. Un análisis específico del fármaco reveló que la tizanidina no conlleva riesgos.

### Nuevos usos terapéuticos de la tizanidina
Uso preoperatorio: estudios aleatorizados confirmó los efectos de la tizanidina en el dolor postoperatorio temprano en pacientes de 35-70 años sometidos a cirugía de fusión lumbar, donde se comparó la clonidina (4 mg, N:25) con la tizanidina (4 mg, N:25) una hora antes de la cirugía, donde los dos fármacos lograron puntuaciones VAS significativamente más bajas en la segunda y cuarta hora postoperatorio. 
La sociedad para la evaluación preoperatoria y la mejora de la calidad (SPAQI) proporciona un consenso sobre la dosificacion de los analgesicos preoperatorios donde indican que la tizanidina y el baclofeno podrían tomarse antes de la operación, incluido el día del procedimiento quirúrgico. 
El uso de la tizanidina oral minutos antes de la colecistectomía laparoscópica alivia significativamente el dolor de hombro postoperatorio al igual que en intervenciones como cirugía ortognática bimaxilar y pacientes sometidos a reparación de la hernia inguinal los cuales recibieron 4 mg por vía oral dos veces al día durante la primera semana postoperatoria, demostrado que la tizanidina mostró ventajas en las puntuaciones de dolor 
Dolor neuropático: características (dolor intenso,agudo, caliente, sordo, frío, sensible desagradable y profundo) 23 pacientes incluido tomaron 1 a 4 mg de tizanidina una vez al día durante 7 días seguidos , aumentando la dosis semanal de 2 a 8 mg para alcanzar una dosis individual eficaz o máxima tolerada, lo cual la puntuación semanal del dolor disminuyó significativamente  6.9 (valor inicial) a 5.2 (al final de la semana 8) encontrando que la tizanidina podría ser un agente eficaz para el dolor neuropático, así como una alternativa para los pacientes que responden mal a otros medicamentos. 
Efecto gastroprotector:  se ha descubierto que la adición de tizanidina aun AINE como por ejemplo: naproxeno, ibuprofeno, ketorolaco y aceclofenaco, podría aumentar los efectos antiinflamatorios y antinociceptivos de cada AINE con una menor incidencia de lesión gástrica. 

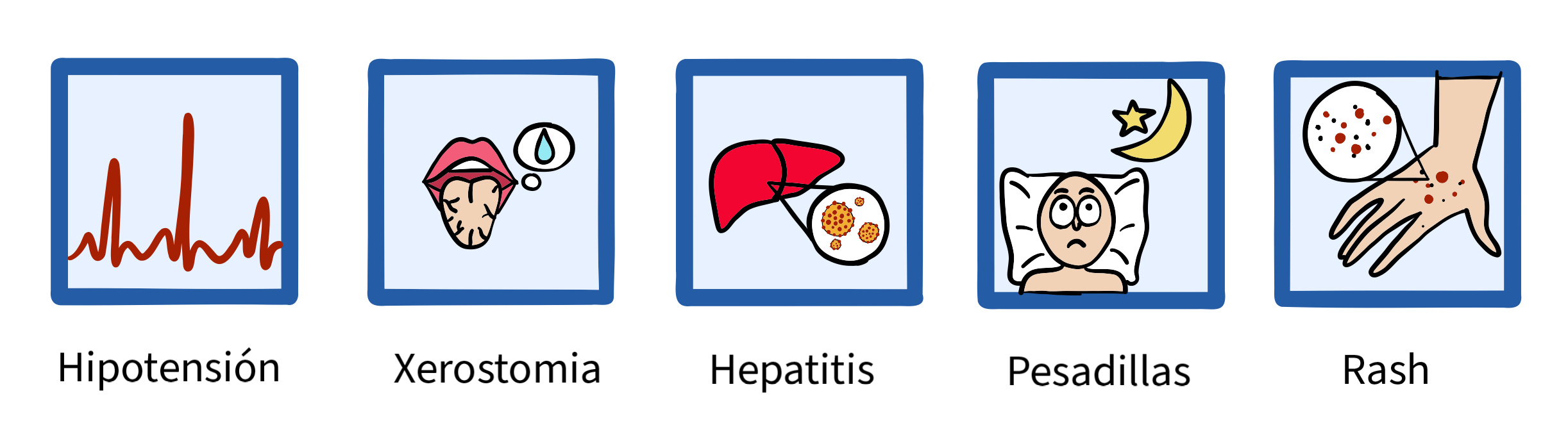
Efectos adversos

### Efectos Adversos
Los efectos adversos incluyen mareos, somnolencia, pesadillas, debilidad, nerviosismo, confusión, alucinaciones, sueños extraños, depresión, vómitos, sequedad de boca, estreñimiento, diarrea, dolor de estómago, acidez de estómago, aumento de espasmos musculares, dolor de espalda, sarpullido, sudoración y sensación de hormigueo en los brazos, piernas, manos y pies.            
_________________________________________________________________________________________________________________________      
| Reacciones adversas a tizanidina    | Reacciones adversas a tizanidina | Reacciones adversas a tizanidina                                                          |
| ----------------------------------- | -------------------------------- | ----------------------------------------------------------------------------------------- |
| Sistema implicado                   | Grupo CIOSM                      | Tipo de reacción                                                                          |
| Sistema cardiovascular              | Frecuentes                       | Hipotensión                                                                               |
| Sistema cardiovascular              | Poco frecuentes                  | Bradicardia                                                                               |
| Sistema cardiovascular              | Raros                            | Taquicardia ventricular                                                                   |
| Sistema Nervioso Central            | Frecuentes                       | Somnolencia, mareos                                                                       |
| Sistema Nervioso Central            | Poco frecuentes                  | Nerviosismo, alteración del habla, delirio, alucinaciones visuales, visión borrosa        |
| Sistema Nervioso Central            | Raros                            | Depresión, fatiga                                                                         |
| Sistema gastrointestinal            | Frecuentes                       | Xerostomía, pruebas de función hepática anormales                                         |
| Sistema gastrointestinal            | Poco frecuentes                  | Estreñimiento, vómitos, dolor abdominal                                                   |
| Sistema gastrointestinal            | Raros                            | Hepatitis, hepatotoxicidad                                                                |
| Sistema neuromuscular y esquelético | Frecuentes                       | Astenia                                                                                   |
| Sistema neuromuscular y esquelético | Poco frecuentes                  | Discinesea                                                                                |
| Sistema neuromuscular y esquelético | Raros                            | Espasmo muscular, dolor de espalda, parestesia, convulsiones, síncope, temblor, debilidad |
| Sistema genitourinario              | Poco frecuentes                  | Infección del tracto urinario, frecuencia urinaria                                        |
| Sistema inmunológico                | Poco frecuentes                  | Infección                                                                                 |
| Sistema respiratorio                | Poco frecuentes                  | Síntomas similares a los de la gripe, faringitis, rinitis                                 |
| Sistema tegumentario                | Raros                            | Dermatitis exfoliativa, rash, úlceras, erupción cutánea, síndrome de Stevens - Johnson    |

### Contraindicaciones
Está contraindicado el uso simultáneo con inhibidores CYP1A2, en particular con Ciprofloxacina y Fluvoxamina. Se debe tener precaución en pacientes con enfermedades cardiacas, ya que los efectos son más marcados con el uso concurrente de antihipertensivos y otros depresores del Sistema Nervioso Central. Las dosis deben ajustarse en pacientes con enfermedad renal y no debe emplearse en enfermedad hepática. 

### Sobredosis
Los síntomas de sobredosis en 45 casos notificados a un centro de control de intoxicaciones incluyeron: letargo, bradicardia, hipotensión, agitación, confusión, vómitos y coma. 
No existe antídoto para la toxicidad de la tizanidina. El tratamiento de la sobredosis de tizanidina se realiza mediante una estrecha monitorización de las vías respiratorias, la administración de líquidos intravenosos y vasopresores según sea necesario.    

## Otros usos

### Controversias

#### Uso coadyuvante en osteosarcoma y otros cánceres
El osteosarcoma es el tumor óseo maligno primario más común, afectando principalmente a niños, adolescentes y adultos jóvenes, con un segundo pico en adultos mayores. El tratamiento estándar incluye quimioterapia antes y después de la cirugía, pero presenta desafíos en pacientes con metástasis pulmonares y resistencia a fármacos. Se necesita explorar opciones terapéuticas más efectivas y menos tóxicas para estos pacientes.
Investigaciones recientes sugieren que la tizanidina, al inhibir la proliferación, migración e invasión de células de osteosarcoma U2 y promover la apoptosis, podría ser una estrategia terapéutica potente. Los estudios indican que la tizanidina podría actuar a través de la vía de señalización PI3K/AKT, reduciendo los niveles de p-AKT, p-mTOR y p-P70S6K en las células cancerosas. Se necesitan más estudios in vivo y en humanos para confirmar su eficacia.
Además, se ha demostrado que la tizanidina también puede inhibir la proliferación y la motilidad de células de cáncer de pulmón regulando la nischarina. Los agonistas α2-adrenérgicos, como la tizanidina, han mostrado eficacia terapéutica en varios modelos tumorales y podrían potenciar la inmunoterapia al mejorar la respuesta antitumoral cuando se combinan con anti-PD-1. Estos agonistas están implicados en procesos clave como la proliferación, invasión y apoptosis de células cancerosas, sugiriendo un potencial para mejorar significativamente la efectividad de la inmunoterapia en el cáncer.